# Splávek

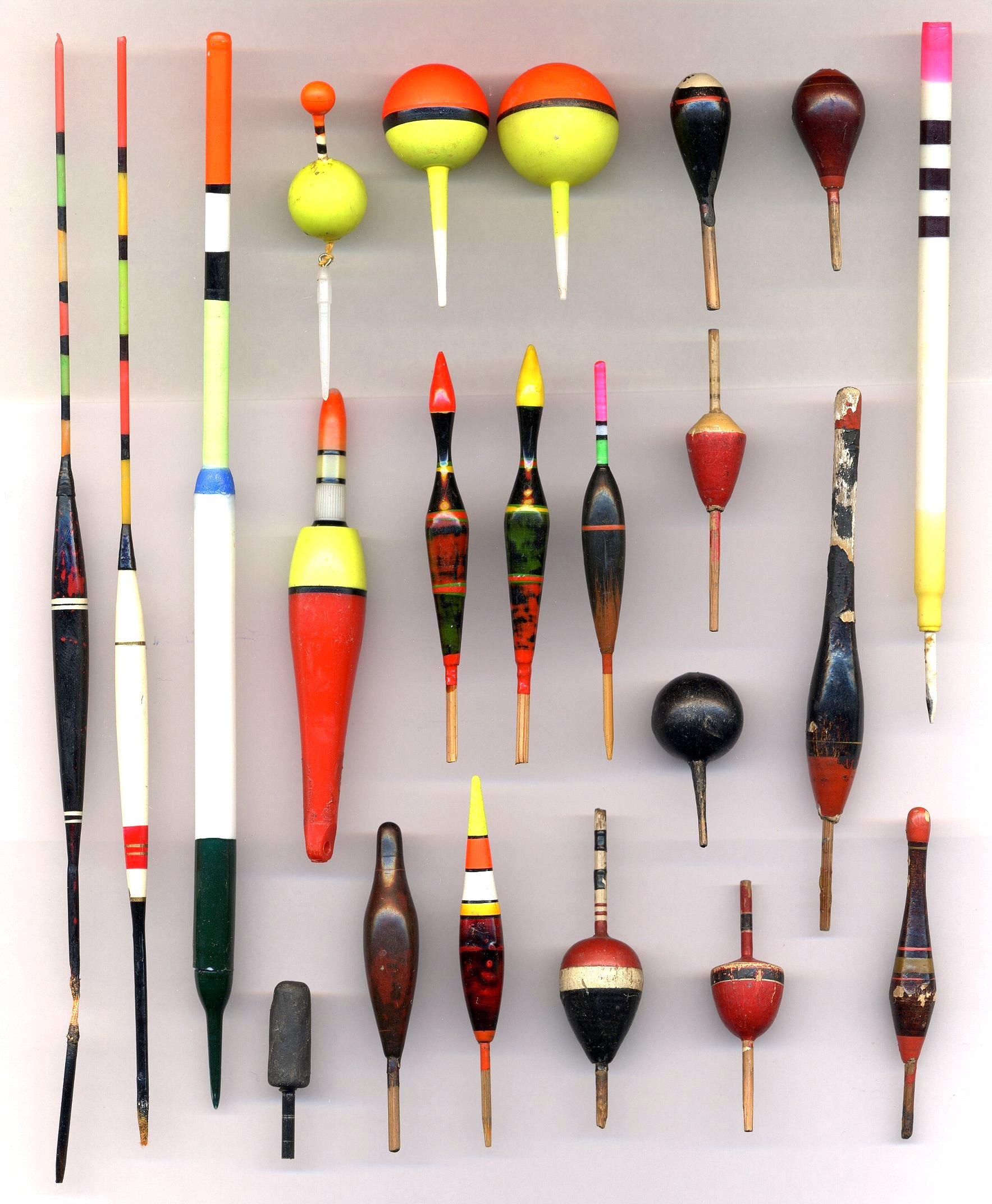
Různé druhy splávků

Splávek je rybářské náčiní pomáhající indikovat záběr při způsobu lovu "na plavanou". Vyrábějí se v různých velikostech, barvách, tvarech i z různých materiálů. Nejčastější materiály používané k výrobě splávků jsou dřevo, plast nebo korek, vzácněji také dikobrazí ostny. Dříve se jako splávek používaly husí brky. O barvě platí, že u potopené části by měla být pro ryby nenápadná, u části nad hladinou výrazná, zajišťující rybáři dobrou viditelnost splávku i na větší vzdálenost. Podle upevnění na vlasec se dělí na splávky pevné a klouzavé. Pevný splávek je na vlasec připevněn alespoň jednou gumičkou nebo bužírkou, případně kombinací s provlečením vlasce očkem v dolní části splávku. Nevelkou silou se dá takto upevněný splávek po vlasci posouvat, čímž se nastavuje hloubka – vzdálenost k nástraze, která je splávkem nesena. U splávku klouzavého (průběžného) je vlasec pouze provlečen očkem v jeho dolní části a hloubka se nastavuje zarážkou na vlasci nad splávkem. Tato montáž umožňuje lovit s větší hloubkou, než je délka prutu, používá se vzácně. Po nahození do vody splávek plave na hladině, zpravidla ve svislé poloze; pokud se potopí nebo naopak položí, případně se po hladině začne pohybovat, indikuje to záběr.
Splávek by při záběru neměl rybě klást velký odpor, proto se zpravidla používají štíhlé tvary. Velikost splávku se volí přiměřeně lovené rybě. Větší splávek je možné více zatížit a dosáhnout delších nahození, což je zaplaceno horší "citlivostí" takovéto udice. Speciálním druhem splávku je tzv. "káča", která se používá při lovu dravců na živou (nebo mrtvou) rybku. To je velký splávek, který nesmí nástražní rybce dovolit potopit jej. Káča nebývá štíhlá, i svým odporem ve vodě brání nástražní rybce v pohybu, aby se co nejdéle udržela v rybářem zvoleném místě.
Při lovu dravců se také používá styl "na bójku", ta ale není splávkem v pravém slova smyslu.